# Geiselnahme am Norrmalmstorg
Die Geiselnahme am Norrmalmstorg (in Schweden hauptsächlich als Norrmalmstorg-Drama, Norrmalmstorgsdramat, bezeichnet) ereignete sich vom 23. bis 28. August 1973 in der damaligen Kreditbanken auf dem Platz Norrmalmstorg in Stockholm und zog sich über 131 Stunden hin. Sie war einer der ersten Kriminalfälle, über den die schwedischen Medien live berichteten. In der Folge gab der schwedische Psychiater Nils Bejerot einer Überlebensstrategie der Geiseln den Namen „Stockholm-Syndrom“.

## Verlauf

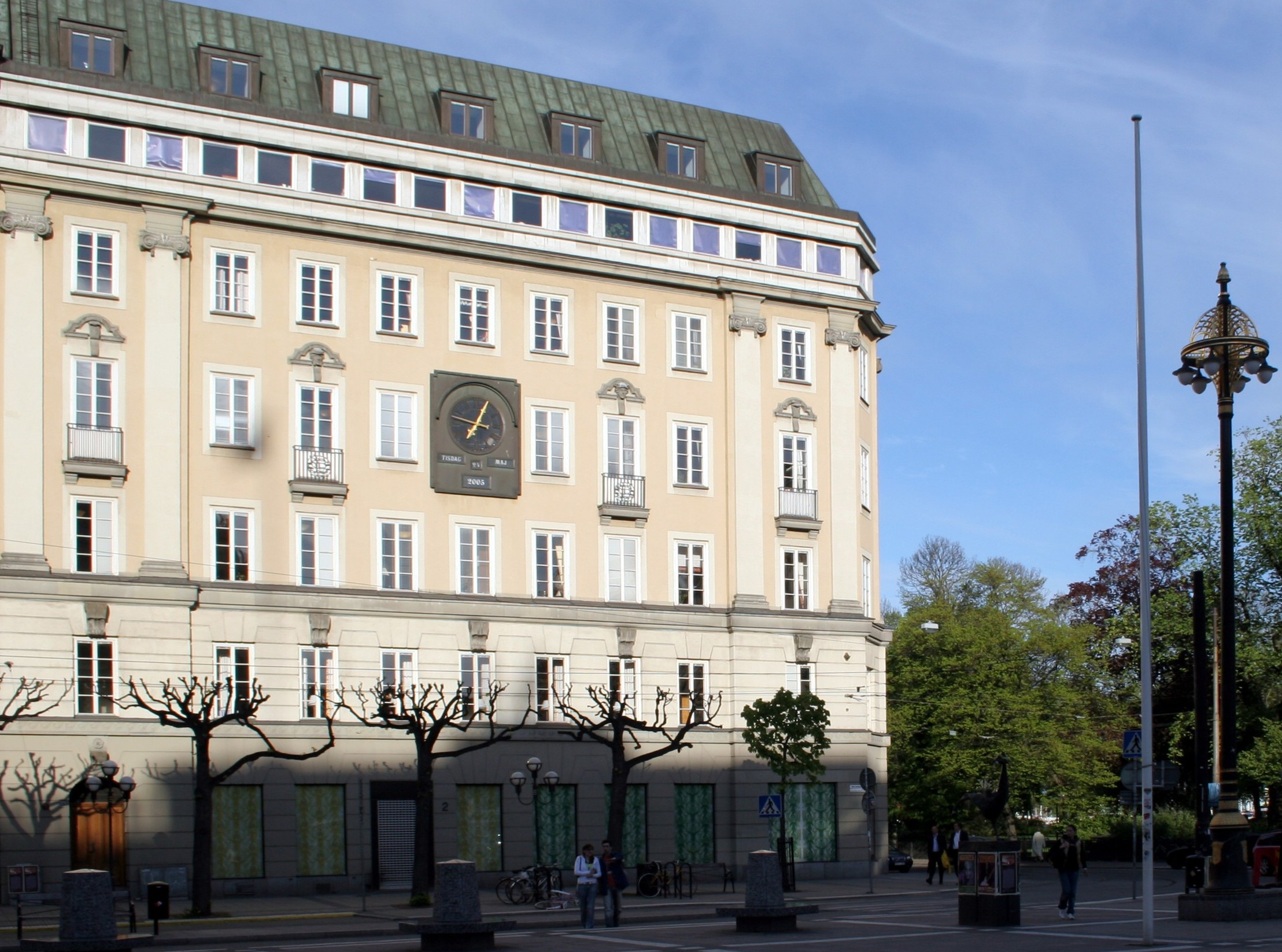
Das ehemalige Kreditbanken-Gebäude in Stockholm 2005

Der Raub begann mit dem Eindringen des Jan Erik „Janne“ Olsson, eines Gefangenen auf Freigang, in die Kreditbank am Norrmalmstorg im Stadtzentrum von Stockholm. Die Polizei wurde gerufen, bei einem Schusswechsel wurde einer der beiden Polizisten verletzt.
Olsson nahm vier Personen als Geiseln (Birgitta Lundblad, Elisabeth Oldgren, Kristin Enmark und Sven Säfström) und forderte, dass der in ganz Schweden bekannte Verbrecher Clark Olofsson aus dem Gefängnis zu ihm gebracht werden sollte, was auch geschah. Er forderte außerdem drei Millionen Kronen, schusssichere Westen, Helme, zwei Waffen und ein Fluchtfahrzeug. Bei zwei Gelegenheiten telefonierten Olofsson, Olsson oder eine der Geiseln (Kristin Enmark) mit dem damaligen Ministerpräsidenten Olof Palme.
Die nun zwei Bankräuber und ihre Geiseln verbarrikadierten sich dann in der Bank. Am 26. August bohrte die Polizei ein Loch in das Dach, durch das sie zunächst eine Kamera einführte. Am 28. August wurde durch dieses Loch Gas in die Bank eingeleitet und die Geiselnahme dadurch beendet. Niemand kam dabei physisch zu Schaden. Kristin Enmark, deren Verhalten den Begriff des "Stockholmsyndrom" prägte, sagte in einem Interview im Jahr 2015 folgendes: "Seit 43 Jahren verarbeite ich, was damals geschehen ist. Aber überwunden habe ich es noch lange nicht. [...] Nicht, weil ich als Geisel gehalten wurde, sondern weil man mir mit dem Stockholm-Syndrom lieber einen Stempel aufdrückte, statt wirklich zu verstehen, was damals eigentlich passierte."

## Verurteilung
Janne Olsson wurde zu zehn Jahren Haft verurteilt und kam nach acht Jahren frei. Er hat sich nach dem „Drama vom Norrmalmsplatz“ nicht mehr strafbar gemacht. Er zog mit seiner Frau und Familie nach Thailand und lebt heute wieder in Schweden.
Clark Olofsson wurde zu sechs Jahren Haft verurteilt, später jedoch freigesprochen, da seine Teilnahme an der Geiselnahme nicht freiwillig war. Er musste allerdings seine Reststrafe absitzen; mehrere Gefängnisausbrüche, Überfälle und weitere Haftstrafen folgten. 1991 benannte er sich in Daniel Demuynck um und nahm die belgische Staatsangehörigkeit an. 2009 wurde er wegen schwerer Drogendelikte zu neun Jahren Haft verurteilt. Am 15. November 2016 wurde Olofsson aus dem Gefängnis Kumlaanstalten in Kumla entlassen und vom Flugplatz Örebro in einem gecharteten Flugzeug nach Belgien abgeschoben, wo er seine Reststrafe verbüßte. Ende Juli 2018 wurde er aus dem Gefängnis entlassen und kehrte nach Schweden zurück.

## Trivia
Das Geiseldrama am Norrmalmstorg wurde 2003 von Håkan Lindhé unter dem Titel Norrmalmstorg (internationaler Titel The Stockholm Syndrome) und 2018 von Robert Budreau unter dem Titel Die Stockholm-Story – Geliebte Geisel verfilmt. Die Netflix-Serie Clark aus dem Jahr 2022 behandelt in der dritten und vierten Folge dokumentarisch das Geiseldrama.